# Desktop Generation
De Desktop Generation was een reeks compacte modulaire computers die in juli 1983 geïntroduceerd werd door Data General. Deze computers, gebaseerd op de MicroEclipse-processor, varieerden van kleine single-user computers tot multi-user minicomputers voor desktopgebruik.
Ondanks het feit dat ze minder directe concurrentie hadden van het grote aanbod aan goedkope pc-compatibele computers, had de Desktop Generation-serie het moeilijk. Ze bood weliswaar een rendabele manier om legacy-software voor 16-bit minicomputers uit te voeren, maar de toekomst lag duidelijk bij iets goedkopere personal computers of bij iets duurdere 32-bit "supermini's" zoals de Eclipse MV en VAX computers.

## Ontwerp
De Desktop Generation werd geleverd in een modulaire behuizing waarmee de gebruiker het systeem op maat kon configureren om aan specifieke toepassingsvereisten te voldoen. Er konden maximaal vijf modules worden gecombineerd om een breed scala aan opties te integreren. Deze opties omvatten onder andere enkele of dubbele diskettelezers, enkele of dubbele Winchester-harde schijven en een multiplexerkaart met één of vier lijnen.
Enkel het topmodel beschikte over een FPU, bij sommige kleinere modellen waren floating-point-bewerkingen in firmware geïmplementeerd.
Alle modellen konden tot maximaal vier gelijktijdige gebruikers ondersteunen.

## Modellen
In een poging om te concurreren met de IBM PC beschikte het kleinste model van de reeks, Model 10, over zowel een MicroEclipse- als een Intel 8086-microprocessor, waardoor de computer naast RDOS tegelijkertijd ook MS-DOS of CP/M-86 kon draaien. Beide microprocessoren waren nauw gekoppeld waarbij de MicroEclipse-processor alle I/O-operaties uitvoerde voor de Intel-processor. Model 10/SP kon bovendien ook AOS en MP/AOS draaien. Model 10 en 10/SP konden als single-user werkstation of als multi-usersysteem met maximaal vier Dasher-computerterminals gebruikt worden. In dat laatste geval was het Intel-gebaseerde besturingssysteem alleen op de systeemconsole beschikbaar.
De andere modellen uit de reeks, Model 20 en Model 30, hadden enkel een MicroEclipse-microprocessor en waren meer gericht op traditionele commerciële omgevingen zoals COBOL-systemen voor meerdere gebruikers. Met deze modellen konden minicomputers ter grootte van een koelkast vervangen worden door modulaire microcomputers ter grootte van een broodrooster.
In 1985 kwam daar nog Model 45 bij, die naast een MicroEclipse ook een Motorola 68000-microprocessor had en Desktop/UX kon draaien, een Unix besturingssysteem op basis van System V.